# Mary Grew
Mary Grew (Hartford, 1º settembre 1813 – Filadelfia, 10 ottobre 1896) è stata un'attivista, abolizionista e suffragetta statunitense, la cui carriera ha attraversato quasi tutto il XIX secolo. È stata leader della Philadelphia Female Anti-Slavery Society e della Pennsylvania Anti-Slavery Society. Fu una delle otto donne delegate, tutte provenienti dagli Stati Uniti, a cui fu negato il seggio alla World Anti-Slavery Convention di Londra, nel 1840. Redattrice e giornalista, scrisse per giornali abolizionisti e raccontò il lavoro degli abolizionisti di Filadelfia per più di tre decenni. Era un'oratrice pubblico di talento, in un momento in cui era ancora degno di nota per le donne parlare in pubblico. Il suo necrologio riassume il suo impatto: La sua biografia sarebbe una storia di tutte le riforme in Pennsylvania per cinquant'anni..

## Biografia
Mary Grew nacque a Hartford, Connecticut nel 1813. Suo padre era Henry Grew, uno scrittore religioso abolizionista di forti opinioni. Suo padre si sposò quattro volte; la madre di Mary era la sua terza moglie, Kate Merrow. Mary era particolarmente vicina alla sua sorellastra Susan. Mary frequentò il Seminario femminile di Hartford di Catharine Beecher, che le diede la migliore istruzione disponibile per una ragazza negli anni 1820. Nel 1834 la famiglia si trasferì a Filadelfia, dove Mary entrò nella neonata Philadelphia Female Anti-Slavery Society.

## Carriera come abolizionista
La Grew era un abolizionista radicale, schierata con William Lloyd Garrison. I gruppi abolizionisti della Pennsylvania erano integrati per razza e sesso, a differenza di alcuni gruppi abolizionisti nel paese. La Grew era una dirigente della Pennsylvania Anti-Slavery Society e della Philadelphia Female Anti-Slavery Society. La Female Anti-Slavery Society si incontrò spesso e la sua fiera annuale dell'artigianato raccolse fondi che sostenevano il lavoro di entrambe le organizzazioni.

In riconoscimento del significato del gruppo, quattro ufficiali della Philadelphia Female Anti-Slavery Society furono scelti per rappresentare lo stato come delegati alla World Anti-Slavery Convention di Londra nel 1840: Mary Grew, Sarah Pugh, Elizabeth Neall e Abigail Kimber. Tutte quattro erano bianche, anche se la Philadelphia Female Anti-Slavery Society includeva donne afroamericane tra i suoi membri e fondatori. Lucretia Mott, la più importante abolizionista di Filadelfia, si recò a Londra come delegata per la National American Anti-Slavery Society.

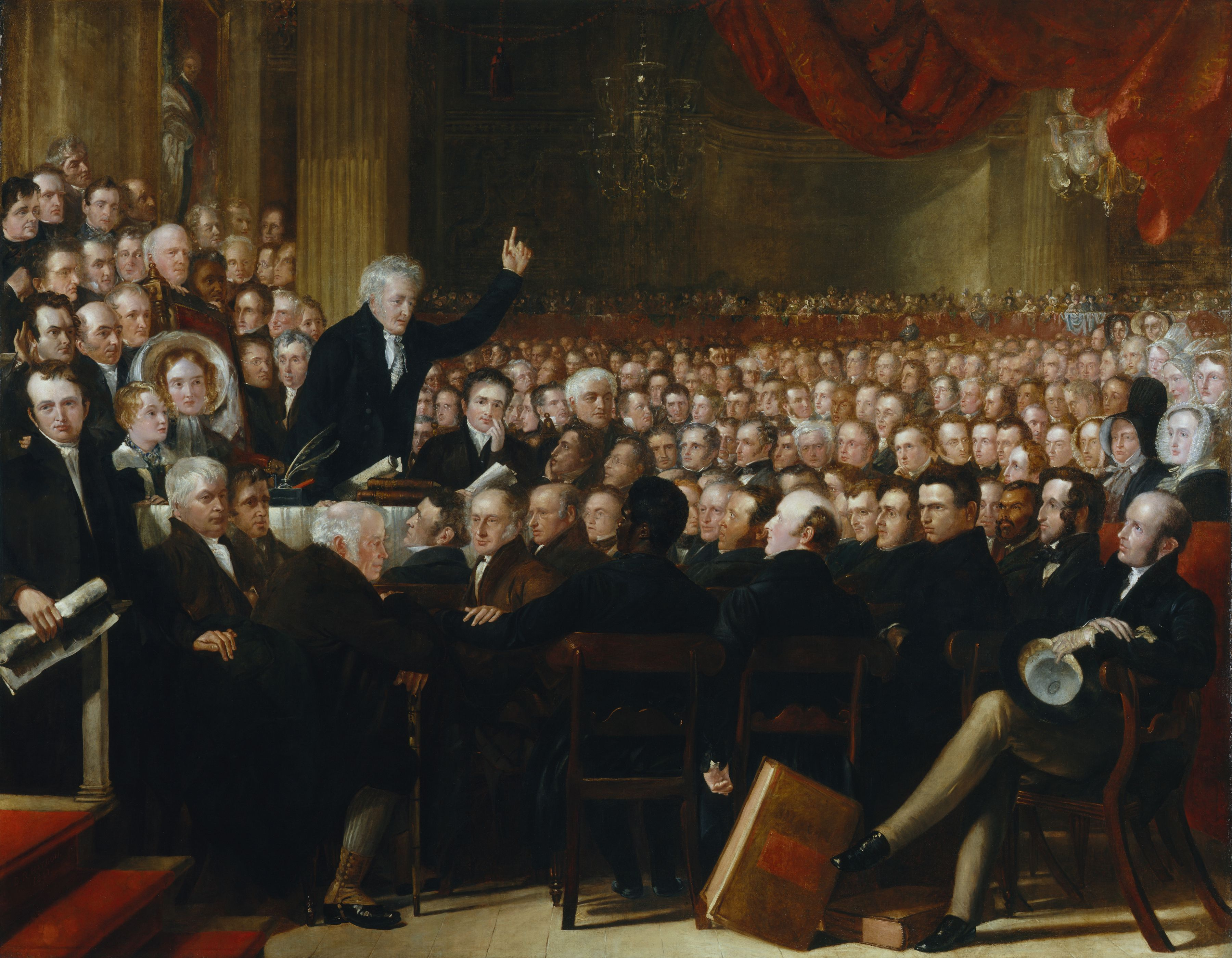
Convenzione mondiale contro la schiavitù del 1840

Mary si recò in Inghilterra con suo padre, che era anche un delegato. Partirono sulla nave Roscoe il 7 maggio 1840. Altri delegati a bordo della nave erano le altre donne della Philadelphia Female Anti-Slavery Society, James e Lucretia Mott, Emily Winslow e suo padre Isaac, Mary Grew, Sarah Pugh, Abigail Kimber e Abby Southwick della Massachusetts Anti-Slavery Society. Secondo il diario di viaggio di Mrs. Mott, Mary era "molto intima" con George Bradburn. Dopo il loro arrivo, Bradburn viaggiò con i Grew in varie località, inclusa Birmingham, poiché Mary voleva vedere il luogo di nascita di suo padre.

Prima e durante la convenzione si svolse un acceso dibattito sulla partecipazione e sui posti a sedere delle delegate e dei partecipanti donne. Suo padre si schierò con gli organizzatori britannici e si espresse a favore del diritto degli uomini di escludere le donne, sapendo che ciò avrebbe escluso Mary. Alla fine le donne furono ammesse alla convenzione, ma non potevano parlare e dovevano sedersi separatamente.

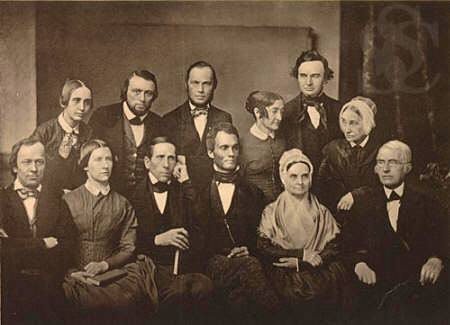
Nell'ultima fila, da sinistra, ci sono Mary Grew, E. M. Davis, Haworth Wetherald, Abigail Kimber, J. Miller McKim e Sarah Pugh. In prima fila, da sinistra, ci sono Oliver Johnson, Mary Grew, Benjamin C. Bacon, Robert Purvis, Lucretia Mott e James Mott.

Tornata a Filadelfia Mary Grew continuò ad eccellere come scrittrice e oratrice per la causa. Parlava spesso insieme a Sojourner Truth, sia prima che dopo la guerra civile. Nel 1853 Grew e Truth parlarono ad una riunione della Female Anti-Slavery Society ed entrambe parlarono alla riunione organizzativa della Pennsylvania Woman Suffrage Association nel dicembre 1869.
Insieme alla sua contemporanea Mary Ann Shadd Cary, Mary fu una delle prime reporter. Curò e fu editrice del Pennsylvania Freeman, il giornale abolizionista dello stato. Dopo che il Freeman si fuse con il National Anti-Slavery Standard nel 1854, Mary scrisse per il National come corrispondente da Filadelfia. Tra i contributi duraturi di Mary Grew all'abolizione ci fu la sua cronaca del lavoro della Philadelphia Female Anti-Slavery Society. Ogni anno scriveva il rapporto annuale del gruppo; i rapporti, alcuni lunghi fino a 100 pagine, furono pubblicati come opuscoli. Nel 1870, quando il gruppo si sciolse, scrisse una retrospettiva sui suoi 37 anni di lavoro.

Fu una corrispondenza tra Mary Grew e Maria Weston Chapman, riguardante un comitato anti-schiavista femminile che creò la prima Convenzione antischiavista delle donne americane a New York nel 1837. L'anno successivo la seconda Women’s Anti-Slavery Convention si riunì a Filadelfia, nella nuovissima Pennsylvania Hall. Quando le donne si incontrarono, si radunò una folla, infuriata dal fatto che le donne parlassero in pubblico e che donne e uomini bianchi e neri si stessero riunendo. La folla rase al suolo la sala.

## Carriera come suffragetta
La discriminzione subita da Mary Grew, Lucretia Mott e dalle altre donne delegate alla Convenzione mondiale contro la schiavitù nel 1840 fu uno dei catalizzatori della Convenzione di Seneca Falls. La Grew, anche se impegnata per l'uguaglianza delle donne, non era a Seneca Falls nel 1848. Quell’incontro fu convocato con breve preavviso, in parte anche perché Lucretia Mott era in visita da Filadelfia verso la parte occidentale di New York.
Nello stesso anno, Mary Grew fece pressioni sulla legislatura della Pennsylvania per approvare il Married Women’s Property Act.
Dopo la guerra civile, con l'imminente ratifica del XV emendamento, Mary Grew rivolse maggiore attenzione al suffragio femminile. Quando le suffragette si divisero sull'esclusione delle donne dal XV emendamento, la Grew si unì a Lucy Stone e alla National American Woman Suffrage Association. La Grew fu il presidente fondatore della Pennsylvania Woman Suffrage Association e ne è stata il capo per 23 anni.
Era esasperata da coloro che chiedevano una giustificazione per il voto delle donne. Al congresso dell'American Woman Suffrage Association del 1871 chiese retoricamente: "Cosa farà la donna con il voto? Non lo so, non mi interessa e non ha alcuna conseguenza. Il loro diritto al voto non dipende dal modo in cui votano".
I successi di Mary Grew non cambiarono l'opinione di suo padre sull'uguaglianza delle donne. Nel 1854 si tenne a Filadelfia la quinta edizione della National Women’s Rights Convention. Mary faceva parte del comitato di accoglienza. Suo padre chiese la parola e finì per discutere con Lucretia Mott e durante il suo discorso lodò la supremazia e l'autorità degli uomini.

Nel novembre 1870 presiedette la riunione del primo anniversario della Pennsylvania Woman Suffrage Association e il poeta John Greenleaf Whittier era tra quelli attesi. Whittier inviò le sue scuse e una poesia intitolata "How Mary Grew".
With wisdom far beyond her years

And graver than her wondering peers...

She dared the scornful laugh of men,

The hounding mob, the slanderer’s pen

She did the work she found to do,—

A Christian heroine, Mary Grew!
Then in her gracious womanhood

She gave her days to doing good.

She dared the scornful laugh of men,

The hounding mob, the slanderer's pen.

She did the work she found to do,--

A Christian heroine, Mary Grew!
The freed slave thanks her; blessing comes

To her from women’s weary homes;

The wronged and erring find in her

Their censor mild and comforter.

The world were safe if but a few

Could grow in grace as Mary Grew!
So, New Year’s Eve, I sit and say,

By this low wood-fire, ashen gray;

Just wishing, as the night shuts down,

That I could hear in Boston town,

In pleasant Chestnut Avenue,

From her own lips, how Mary Grew!
And hear her graceful hostess tell

The silver-voicëd oracle

Who lately through her parlors spoke

As through Dodona’s sacred oak,

A wiser truth than any told

By Sappho’s lips of ruddy gold,—

The way to make the world anew,

Is just to grow—as Mary Grew!»
Con saggezza ben oltre i suoi anni,

E più seria dei suoi coetanei,

Così forte, così mite, combina ancora

Il cuore tenero e la buona volontà,

Alla coscienza e al dovere vero,

Quindi, fin dall'infanzia, Mary Grew!
Poi nella sua graziosa femminilità

Ha dedicato i suoi giorni a fare del bene.

Ha osato la risata sprezzante degli uomini,

La folla che perseguita, la penna del calunniatore.

Fece il lavoro che trovò,...

Un'eroina cristiana, Mary Grew!
Lo schiavo liberato la ringrazia; la benedizione viene

A lei dalle stanche case delle donne;

Il torto e l'errore trovano in lei

Il loro censore mite e consolatore.

Il mondo era sicuro se solo pochi

Potrebbe crescere in grazia come Maria Grew!
Quindi, a Capodanno, mi siedo e dico:

Da questo basso fuoco a legna, grigio cenere;

Desidero solo, mentre la notte si spegne,

Che potevo sentire a Boston Town,

Nel piacevole viale delle castagne,

Dalle sue stesse labbra, come Maria Grew!
E ascolta la sua graziosa padrona di casa raccontare

L'oracolo dalla voce argentea

Che ultimamente attraverso i suoi salotti ha parlato

Come attraverso la quercia sacra di Dodona,

Una verità più saggia di qualsiasi altra raccontata

Dalle labbra di Saffo di oro rubicondo,-

Il modo per rendere il mondo nuovo,

È solo per crescere, come Mary Grew»
(John Greenleaf Whittier, novembre 1870)

## Vita privata
Mary Grew e la sua compagna di vita, Margaret Jones Burleigh, erano inseparabili a partire dalla metà degli anni '30. La loro cerchia di abolizionisti comprendeva Cyrus M. Burleigh, coeditore con Mary del Philadelphia Freeman. Nel 1855, quando Cyrus stava morendo di tubercolosi, Margaret Jones lo sposò.
Morì un mese dopo, Margaret sistemò i suoi affari e lei e Mary andarono in tournée nella Nuova Inghilterra. Nel giro di sei mesi firmarono le loro lettere "Mary & Margaret". Hanno vissuto insieme il resto della loro vita.
Quando Margaret morì nel 1891, Mary ricevette le condoglianze come una vedova. Quando Mary morì a Filadelfia cinque anni dopo, il 10 ottobre 1896, il suo elogio funebre descrisse il loro legame come simile a quello di marito e moglie: "Erano cresciuti come due nobili alberi, fianco a fianco dalla giovinezza alla vecchiaia, con radici così intrecciate che quando l'una era in fin di vita l'altra non avrebbe mai più potuto sopportare di vivere".
La Grew divenne membro della chiesa unitaria, dove occasionalmente poteva predicare. Predicò anche nelle chiese battiste, metodiste e congregazionali del libero arbitrio della Nuova Inghilterra settentrionale. È stata una delle fondatrici del New Century Club, di Filadelfia.

## Riferimenti culturali
Nel 1991, lo storico Ira Vernon Brown pubblicò una biografia di Mary Grew.
Mary Grew appare come personaggio nella commedia del 2013 di Ain Gordon If She Stood.